# Elamena producta
Elamena producta är en kräftdjursart som beskrevs av Kirk 1879. Elamena producta ingår i släktet Elamena och familjen Hymenosomatidae. Inga underarter finns listade i Catalogue of Life.